# Alberprosenia
La tribu Alberproseniini Martínez & Carcavallo, 1977 es una tribu de la familia de las chinches asesinas (Reduviidae) que pertenece a la subfamilia Triatominae. 
Son triatominos de tamaño muy pequeño, que alcanzan unos 5 mm de largo máximo. Habitan ambientes selváticos; a las ninfas se las encuentra generalmente debajo de la corteza de los árboles muertos.
Esta tribu sólo cuenta con un género, Alberprosenia Martínez & Carcavallo, 1977, que a su vez, tiene dos especies:
- Alberprosenia goyovargasi Martínez & Carcavallo, 1977 – Zulia, Venezuela
- Alberprosenia malheiroi Serra, Atzingen & Serra, 1980 – Pará, Brasil